# 小行星22638
小行星22638（22638 Abdulla）是一颗绕太阳运转的小行星，为主小行星带小行星。该小行星于1998年6月24日发现。

## 轨道参数
小行星22638的轨道半长轴为2.7381074 UA，离心率为0.1153895。